# Flecha de alternancia
En baloncesto, la posesión alterna es un método utilizado para conseguir que el balón o pelota pase a estar vivo mediante un saque en el lugar de un salto entre dos. En todas las situaciones de salto, los equipos irán alternando la posesión del balón para efectuar un saque desde el punto más cercano a donde se produjo la situación de salto.

## Ajuste inicial de la flecha
Comenzará la posesión alterna el equipo que no obtenga el control del balón vivo en el terreno de juego después del salto con el que se inicia el primer periodo, es decir, una vez que el balón es lanzado, el equipo que no ganó el rebote recibe la flecha.
Si dos jugadores de equipos contrarios ganan control del balón al mismo tiempo antes de que la flecha pueda ajustarse al inicio del partido, esos dos jugadores harán otro salto para determinar la posesión. 
El equipo que tenga derecho a la siguiente posesión alterna al final de cualquier periodo comenzará el siguiente periodo mediante un saque en la prolongación de la línea central, enfrente de la mesa de oficiales. 
La posesión alterna comienza cuando el balón está a disposición del jugador que efectúa el saque y finaliza cuando el balón toca o es tocado legalmente por un jugador en el terreno de juego, cuando el equipo que realiza el saque comete una violación o cuando un balón vivo se encaja en los soportes de la canasta durante un saque. 
El equipo que tiene derecho al saque de posesión alterna se indicará mediante la flecha de posesión alterna apuntando a la canasta de los oponentes. La dirección de la flecha cambia cuando finaliza el saque de posesión alterna
Una violación cometida por un equipo durante su saque de posesión alterna provoca que dicho equipo pierda ese saque. Se cambiará la dirección de la flecha de posesión alterna inmediatamente, indicando que el equipo contrario al que cometió la violación tiene derecho al saque de posesión alterna en la siguiente situación de salto. El juego se reanudará concediendo el balón a los oponentes del equipo que cometió la violación para que efectúen un saque como después de cualquier violación (es decir, no es un saque de posesión alterna). 
Una falta, cometida por cualquier equipo antes del comienzo de un período que no sea el primero; o durante un saque de posesión alterna, no provoca que el equipo que realiza el saque pierda ese saque de posesión alterna. 
En el salto inicial entre dos, si se produce un balón retenido o una falta doble justo después de que el balón sea legalmente tocado por el saltador, no se ha establecido una posesión, por lo que se vuelve a administrar un nuevo salto entre dos. 
Si un árbitro y/o el anotador cometen un error y el balón se concede al equipo que no tenía derecho al saque, una vez que el balón toque o sea tocado por un jugador en el terreno de juego, el error no puede corregirse. No obstante, el equipo que inicialmente tenía derecho al saque por posesión alterna no lo pierde y sacará en la próxima situación de salto que se produzca.

## Entre cuartos y medio tiempo
Un partido de baloncesto se compone de 4 cuartos de 10 minutos y la flecha de posesión se usa para determinar quién recibe el balón al inicio de cada cuarto después del primero. La flecha se cambia después de que el balón es entregado al equipo que saca. 
El anotador manejará la flecha de posesión alterna y también cambiará su dirección en cuanto finalice el segundo período, puesto que los equipos intercambiarán las canastas durante la segunda parte. Es recomendable cerciorarse de este cambio y conviene apuntar en una hoja la dirección correcta para el inicio del tercer periodo, pues por cualquier razón, la flecha puede ser girada en nuestra ausencia. 

## Procedimiento para cambio de posesión
El propósito del procedimiento para cambio de posesión es establecer una manera justa de determinar quién tiene el balón en situaciones inusuales en las cuales ambos equipos o ninguno tiene la posesión oficial. La retención del balón es la razón más común para usar la flecha de posesión y determinar qué equipo recibe el balón. Si dos jugadores sacan el balón de la cancha al mismo tiempo, o si los oficiales no pueden determinar qué equipo tocó el balón antes de que abandonara la cancha, la flecha de posesión se usa para determinar qué equipo recibe el balón para reingresarlo a la cancha. También se usa cuando dos oponentes cometen una interposición o interferencia. 

## Tipos de flechas
Si la flecha de posesión alterna es un dispositivo electrónico, deberá medir un mínimo de 10 centímetros de alto por 10 cm de ancho. Se iluminará en color rojo brillante mostrando la dirección de la posesión alterna. Estará colocado en el centro de la mesa, claramente visible para todas las personas relacionadas con el partido, incluyendo a los espectadores. En competiciones de alto nivel, también estará incluido en el marcador central